# 2600: The Hacker Quarterly
2600: The Hacker Quarterly är en amerikansk tidskrift med specialisering på hacking och phreaking. Tidningen har sitt säte i New York.
Tidningens grundare (Emmanuel Goldstein, en pseudonym för Eric Corley) är tidningens chefredaktör.
Hackerkonferensen HOPE arrangeras av personer med nära kontakter med tidningen.
Redaktionen deltar även i radioprogrammet Off the Hook som sänds på den lokala radiostationen WBAI.
Talet 2600 kommer av den kända hackaren John Draper, eller Captain Crunch som han kallades. Han upptäckte man kunde ringa gratis med hjälp av en visselpipa som han hittade i ett paket med just Captain Crunch-flingor. Visselpipan genererade en ton med frekvensen 2 600 Hz, vilket med visst handlag och kunskap kunde användas för att skapa styrsignaler för dåtidens telefonväxlar.